# Molophilus annexus
Molophilus annexus là một loài ruồi trong họ Limoniidae. Chúng phân bố ở miền Australasia.